# Парланд, Альфред Александрович
А́льфред Алекса́ндрович Па́рланд (англ. Edward Alfred Parland; 12 [24] декабря 1842, Санкт-Петербург — 16 сентября 1919, Петроград) — русский архитектор, мастер эклектического «русского стиля», заметная фигура среди петербургских зодчих времён контрреформ и Серебряного века, педагог. Соавтор (вместе с архимандритом Игнатием Малышевым) проекта собора Воскресения Христова — Спаса на Крови в Петербурге. Академик архитектуры (с 1881), профессор (с 1892) и действительный член (с 1905; по новому уставу) Императорской Академии художеств.

## Биография
Родился 12 (24) декабря 1842 года в семье купца.
Его дед, Джон (Иван Иванович) Парланд (1758—1842), был преподавателем английского языка в семье российского императора Павла I. Отец, Парланд Александр Иванович, приехал в Россию из Шотландии в конце XVIII века, по приглашению своего отца. А. И. Парланд в молодости учился в Академии художеств и занимался офортами, но занятия искусством не позволяли обеспечить семью, и Александр Иванович стал купцом — продавал российское зерно, поставлял в Россию колониальные и промышленные товары. Мать, Мария Каролина Хельман, была родом из Штутгарта, где её отец владел фабрикой.

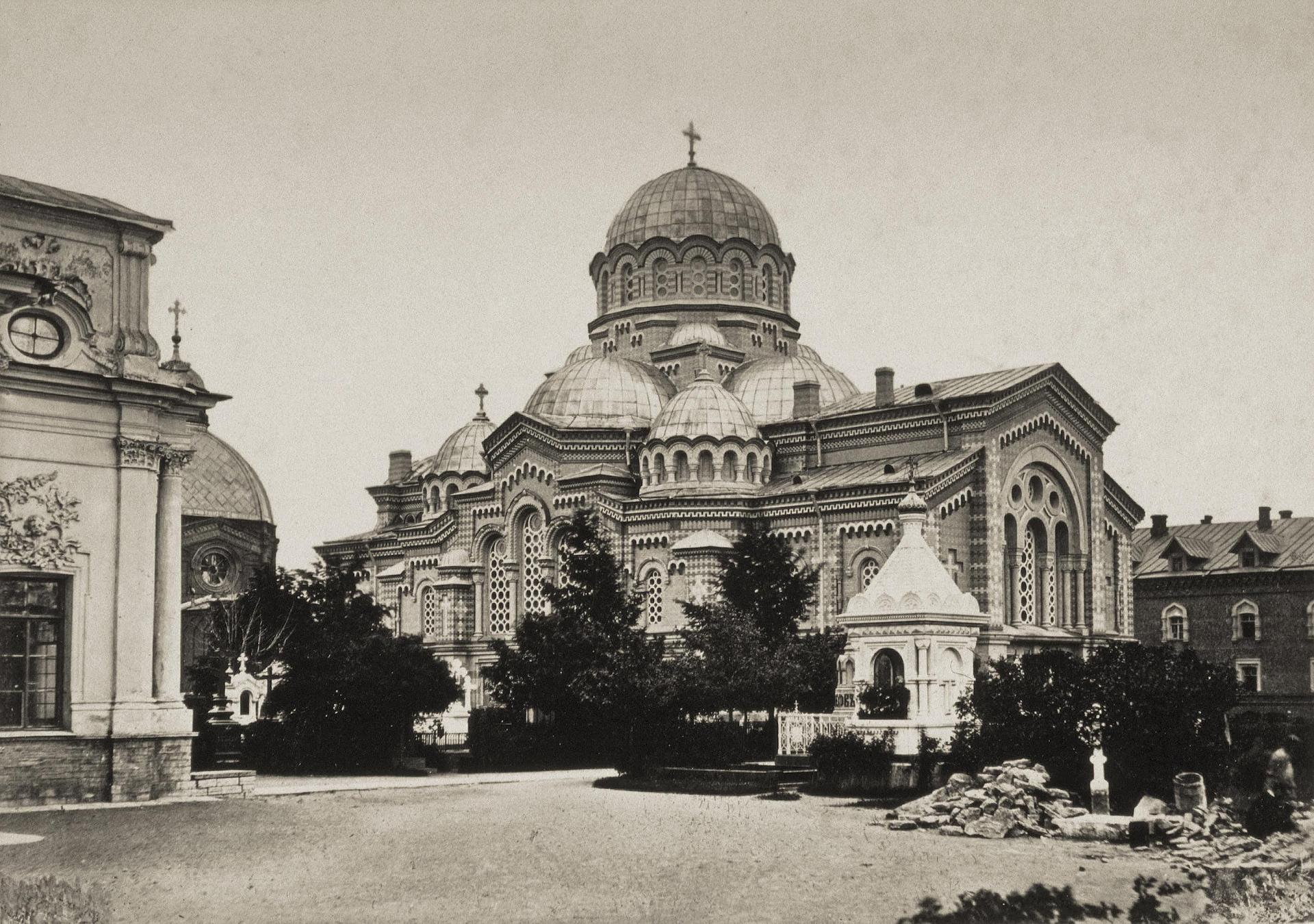
Воскресенская церковь Троице-Сергиевой пустыни. 1870е. Фото В. Краснокутского.

Сначала Альфред Александрович учился в 4-й Ларинской гимназии в Санкт-Петербурге, потом в Штутгартской политехнической школе; в 1862 году поступил в ученики Императорской Академии художеств. Посещая её классы, за свои успехи в рисовании и архитектуре, был награждён пятью медалями. По окончании академического курса в 1871 году за сочинённый по конкурсу проект собора на православном кладбище получил большую золотую медаль ИАХ вместе с правом на поездку «в чужие края» в качестве «пенсионера» (стипендиата) академии, но его задержала постройка церкви Воскресения Христова в Троице-Сергиевой пустыни, близ Петербурга. Сооружение этого храма в византийском стиле, по собственному проекту, было поручено Парланду сразу после его выпуска из академии.
Отправившись за границу, Парланд посетил Италию и другие страны Европы, изучая архитектурные памятники. Чертежи и рисунки, исполненные им во время путешествия, принесли ему по возвращении в Санкт-Петербург в 1880 году звание академика ИАХ, а с 1892 года стал профессором Академии художеств. В течение десяти лет, до тех пор, пока не вошёл в действие новый устав Академии, Парланд читал в ней лекции об архитектуре древней Греции и Древнего Рима.
7 апреля 1916 года перешёл из англиканства в православие, получив имя Аттик, в честь св. мученика Аттика Севастийского, память которого празднуется 3 ноября по старому стилю. Вместе с настоятелем храма Воскресения Христова в 1918 году работал в управлении по заведованию хозяйственной частью храма.
Скончался в Петрограде от истощения и воспаления лёгких и был погребён на Смоленском лютеранском кладбище. Наводнение 1924 года смыло деревянный крест с могилы; со временем она сровнялась с землёй и точное место захоронения было утеряно. К 170-летию со дня рождения архитектора на предполагаемом месте захоронения (участок 15) был установлен памятник с высеченным православным крестом и именем Аттик в скобках.

## Проекты и постройки

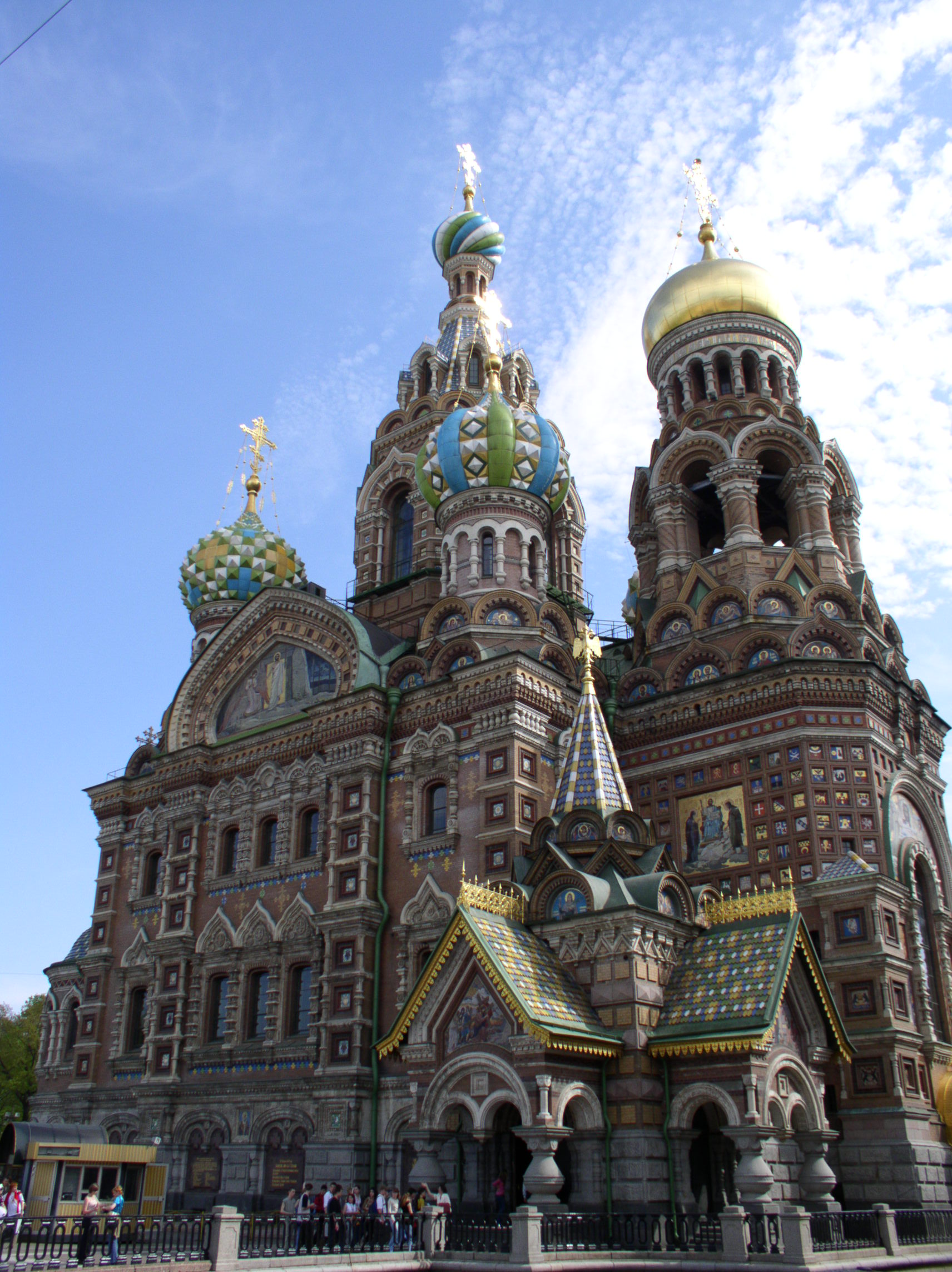
Спас на крови

### Спас на крови
Наиболее известная работа Парланда — петербургский храм Воскресения Христова «на крови» на месте смертельного ранения императора Александра II. Работы над собором начались в 1883 году и закончились только в 1907 году. Храм воздвигнут по проекту, составленному всецело самим Парландом и не имеющему ничего общего с первоначальным проектом, принадлежавшим ему вместе с архимандритом Троице-Сергиевой пустыни Игнатием (в миру Иваном Малышевым). Проект выполнен в «русском стиле», с подражанием московскому собору Василия Блаженного.
В едином стиле с Храмом Спас на крови были построены: ограда Михайловского сада со стороны канала Грибоедова (1903—1907), часовня-ризница и жилой флигель при храме 1906—1907 (набережная канала Грибоедова, 2а).

### Прочие постройки

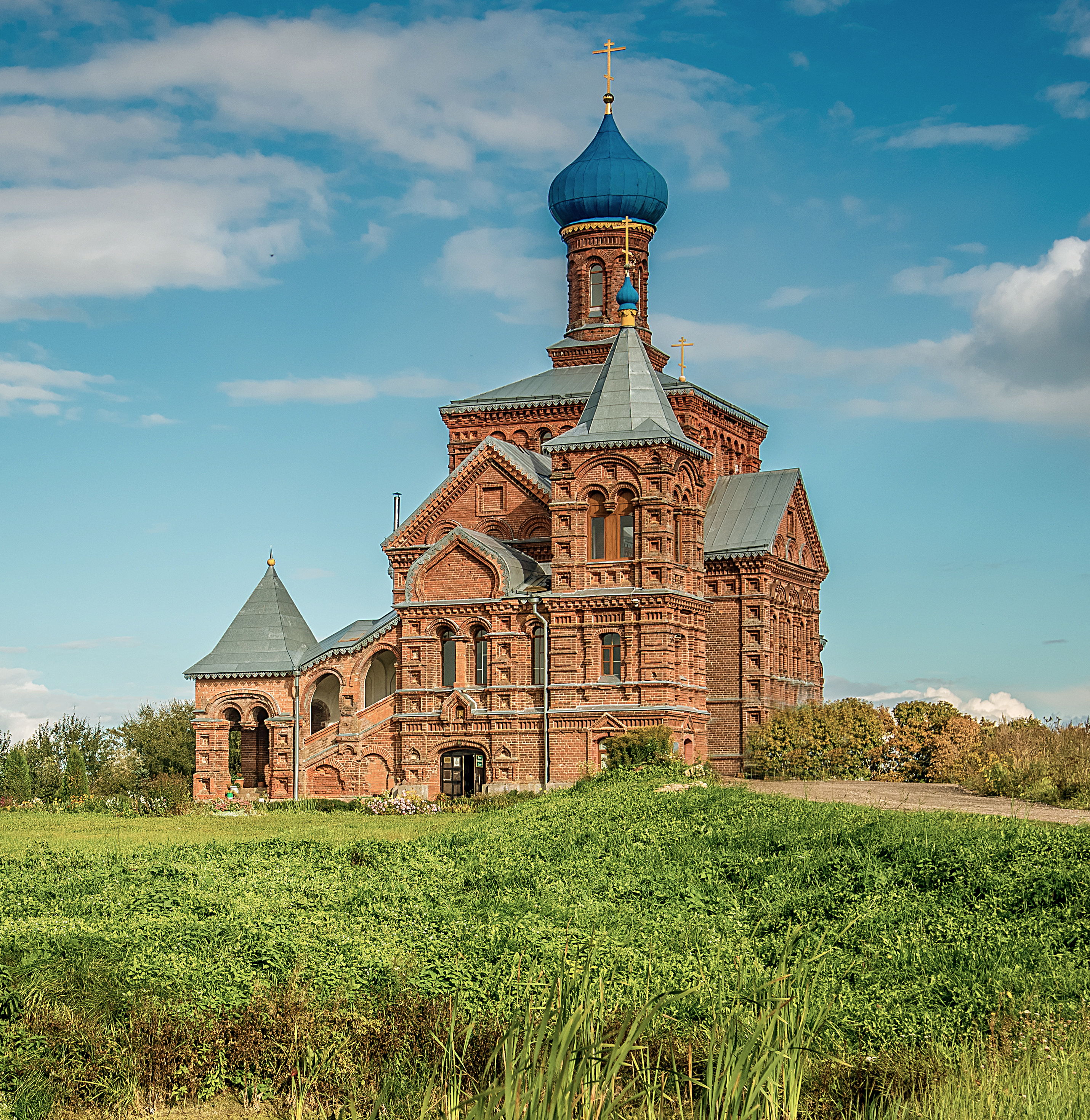
Николо-Георгиевская церковь в д. Смогири. Фото 2016 г.

Кроме храма в Троице-Сергиевой пустыни, Парланд также спроектировал другие церкви: 
- Покрова Богородицы в имении Н. И. Бобрикова, в селе Покровском Новгородской губернии (1888–1889; ныне Козловка Новгородской области)[10]
- Церковь Николая Чудотворца и Георгия Победоносца в селе Николо-Ядревичи, в Смоленской губернии, в имении Ракеевых (ныне деревня Смогири Кардымовского района Смоленской области[11])
- Успения Богоматери в городе Опочке Псковской губернии (1891—1893; не сохранилась)[10][12]
- во имя святых бессребреников Космы и Дамиана в городе Сычёвке Смоленской губернии (1898–1911; разрушена в 1943 году)[10]

Им произведена также капитальная перестройка Знаменской церкви в Старом Петергофе (не сохранилась).
Также среди построек:
- Часовня Александра Невского в Тобольске (1883)[10]
- Особняк Н. Г. Глушковой на Большой Дворянской улице в Санкт-Петербурге (1874; совр. улице Куйбышева, 25; перестроен)
- Замок Шереметева в селе Юрино Васильсурского уезда Нижегородской губернии (1874–1879), достройка, перестройка; проект реализован частично[10]
- Здание Коммерческого училища в городе Рыбинске (1903–1905)[10]

Надгробные памятники:
- Набережная реки Смоленки, 9 — надгробный памятник Э. Парланд на Смоленском лютеранском кладбище. 1870-е. (?)
- Надгробный памятник В. Н. Хитрово на Никольском кладбище Александро-Невской лавры (1915).

Нереализованные проекты:
- Проект здания Рыбинской Биржи (1900)[10]

## Семья

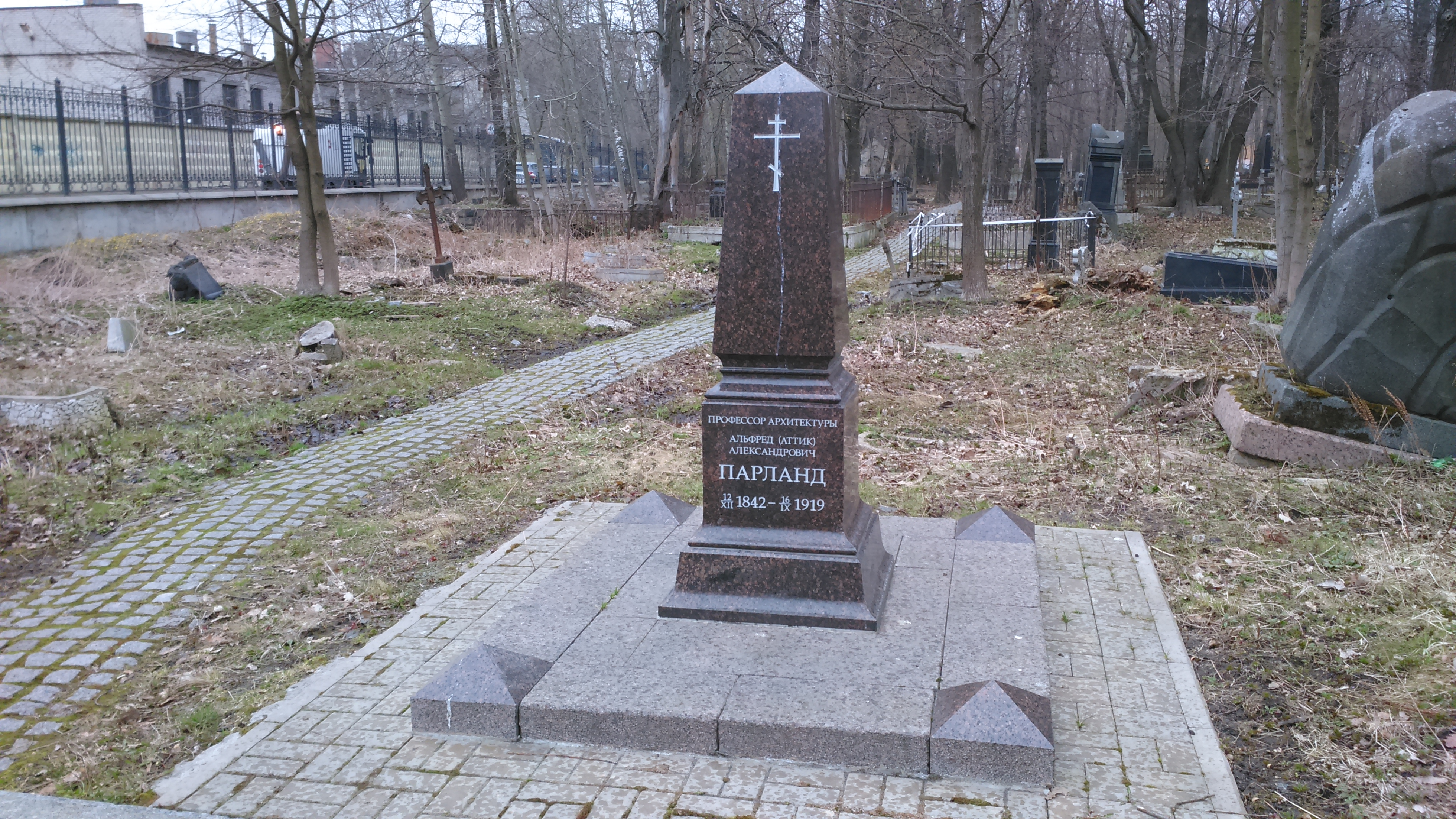
Памятник на Смоленском лютеранском кладбище

- Брат — Андрей (Генрих) Александрович Парланд (1845—1910, СПб., Смоленское Лютеранское кладбище), маклер Петербургской биржи, спортсмен и охотник.

Племянники:
Алиса Андреевна Парланд (11 декабря 1874 — 25 июля 1938), художница.
Освальд Андреевич Парланд (1876—1956). Его сыновья: Генри Парланд, поэт и прозаик и Оскар Парланд, врач, писатель.
Эми (Любовь) Андреевна Парланд (1886—1919, в замуж. Семёнова-Тян-Шанская). Жена М. Д. Семёнова-Тян-Шанского.
Георгий Андреевич Парланд, писатель (1890—1911, СПб., Смоленское Лютеранское кладбище).
- Единокровный брат — Федор Александрович Парланд (1851—1908), скрипач оркестра Санкт-Петербургских Императорских театров.

## Публикации текстов
- Парланд А. А. Храмы древней Греции : лекции по архитектуре, читанные в Императорской Академии художеств / А. А. Парланд. — СПб. : Тип. Башкова и Брянкина, 1890. — [4], 266 с., 7 л. черт. : ил.